# Галин, Дмитрий Александрович
Дмитрий Александрович Галин (род. 29 июля 1989, Братск, Иркутская область) — российский футболист, полузащитник, игрок в пляжный футбол.
Воспитанник братского футбола. В первенстве России играл за команды «Сибиряк» Братск (2006—2012, второй дивизион), «Спартак-Нальчик» (2012/13 — 2013/14, ФНЛ), «Байкал» Иркутск (2014/15, ПФЛ — 2015/16, ФНЛ), «Сахалин» Южно-Сахалинск (2015/16, ПФЛ, аренда).
В 2010 году провёл три матча в чемпионате России по пляжному футболу за клуб «Зевс» СПб, в 2013 сыграл 4 матча за петербургский «Вулкан-ЦИС» в Кубке России.